# گایا جرمانی
گایا جرمانی (ایتالیایی: Gaia Germani؛ زادهٔ ۳۰ اوت ۱۹۴۲) یک هنرپیشه اهل ایتالیا است. 